# 東京シンフォニー
交響組曲『東京シンフォニー』は、吉田正が作曲した歌謡曲を大沢可直がオーケストラのために編曲した作品。7作が作られている。
2008年に第50回日本レコード大賞企画賞を受賞している。

## 東京シンフォニー（第1番）
- 第1楽章 東京のムード（有楽町で逢いましょう〜好き好き好き〜東京カチート）
- 第2楽章 叙情的に（街灯〜タートルルックのいかすやつ〜舞妓はん〜伊豆の踊子）
- 第3楽章 スケルツォ軽快に（夢みる乙女〜東京の屋根の下〜軽井沢物語〜俺の東京地図）
- 第4楽章 大都会の朝昼晩（寒い朝〜太陽カーニバル〜そこは青い空だった〜もう一度あいたい〜グットナイト〜東京の人〜グットバイ東京）

## 東京シンフォニー第2番
- 第1楽章 ナイトクラブのムード（好きだった〜公園の手品師〜数寄屋橋ブルース）
- 第2楽章 都会の夜のストリングス（二人の星をさがそうよ〜ラブレター〜霧の中の少女）
- 第3楽章 スケルツオ悲劇的に（江梨子〜落葉しぐれ）
- 第4楽章 ステンドグラスの大聖堂（男のいる街〜西銀座駅前〜夜霧の第二国道〜有楽町で逢いましょう）

## 東京シンフォニー第3番
- 第1楽章 傷だらけの人生（好きな人〜泣かないで〜恋しても愛さない）
- 第2楽章 シンガポールの夜は更けて（明日は咲こう花咲こう〜霧子のタンゴ）
- 第3楽章 弁天小僧（潮来笠〜若いやつ）
- 第4楽章 再会（第三倉庫〜霧の別れ〜誰よりも君を愛す）

## 東京シンフォニー第4番
- 第1楽章 街のサンドイッチ〜このみち〜小さな酒場
- 第2楽章 ロンドンの街角で〜赤毛のおんな〜東京詩集〜東京しぐれ
- 第3楽章 美しい十代〜恋のメキシカン・ロック
- 第4楽章 想い出はリビエラの雨〜いつでも夢を

## 東京シンフォニー第5番
- 第1楽章 春の陽光を浴びる新緑（花のマーブル通り〜いつでも夢を〜愁夜〜東京恋情）
- 第2楽章 夏の日差しを遮る雲と夕暮れ、そして祈り（おまえに〜淋しい淋しい〜いつでも夢を）
- 第3楽章 秋の涼風と小鳥のダンス（夜がわるい〜寒い朝〜いつでも夢を）
- 第4楽章 冬の嵐〜落雷の後の陽だまり〜霧に覆われた夕闇の街の冬景色（恋をするなら〜いつでも夢を〜ああダムの町〜哀愁の街に霧が降る）

## 東京シンフォニー第6番
- 第1楽章 平和な青春時代　タンゴを踊る人々の情景（有楽町で逢いましょう〜赤と黒のブルース〜初恋の山〜大阪の人）
- 第2楽章 葬送行進曲と作曲への想い（勇気あるもの〜AF機が呼んでいる〜おばこマドロス〜雨をあなたに〜有楽町で逢いましょう）
- 第3楽章 シベリヤ抑留の悲劇（高原に咲く恋〜嫌い嫌い嫌い〜カリブの花〜ごめんねチコちゃん〜異国の丘）
- 第4楽章 復興した祖国へ帰還、運命との共生!!（チェッ・チェッ・チェッ -涙にさよならを-〜恋人ジュリー〜赤と黒のブルース〜あの娘と僕（スイムスイムスイム）〜有楽町で逢いましょう）

## 東京シンフォニー第7番
- 第1楽章 子連れ狼〜星空のブルース〜炎〜宝石〜フランス航路
- 第2楽章 和歌山ブルース〜舞妓はん〜潮来笠〜加茂川ブルース
- 第3楽章 夜霧の南京街〜大阪ろまん〜夜霧のエアーターミナル〜夜霧の第二国道〜みなと神戸のお嬢さん
- 第4楽章 東京午前三時〜街角のノスタルジー〜東京ナイト・クラブ

## CD
ビクターエンタテインメントから発売。
- 吉田正 交響組曲「東京シンフォニー」（第1番）VICL-60651
- 吉田正 交響組曲「東京シンフォニー第2番」VICL-61058
- 吉田正 交響組曲「東京シンフォニー第3番」VICL-61269
- 吉田正 交響組曲「東京シンフォニー第4番」VICL-61636
- 吉田正 交響組曲「東京シンフォニー第5番」VICL-61958
- 吉田正 交響組曲「東京シンフォニー第6番」VICL-62473
- 吉田正 交響組曲「東京シンフォニー第7番」VICL-63109

指揮：大沢可直、演奏：トルコ国立イズミール交響楽団（第1番）、吉田正記念オーケストラ／トルコ国立イズミール交響楽団（第3番）、吉田正記念オーケストラ（第2番、第4番〜第7番）